# Eparchie Adilabad
De eparchie Adilabad (Latijn: Dioecesis Adilabadensis) is een Syro-Malabar-katholieke eparchie met als zetel Adilabad, in India. De eparchie is suffragaan aan het aartsbisdom Hyderabad. 

## Geschiedenis
De eparchie werd opgericht op 23 juni 1999, uit delen van de eparchie Chanda.

## Parochies
De eparchie had in 2022 een oppervlakte van 16.128 km2 en telde 2.966.000 inwoners waarvan 0,6% rooms-katholiek was.

## Bisschoppen
- Joseph Kunnath (23 juni 1999 - 6 augustus 2015)
- Antony Prince Panengaden (6 augustus 2015 - heden)

Hyderabad (aartsbisdom) · Adilabad (Syro-Malabar) · Cuddapah · Khammam · Kurnool · Nalgonda · Warangal